# Martin Lillich
Martin Lillich (* 12. Juni 1955 in Bad Boll) ist ein deutscher Bassist des Modern Jazz und Komponist; er spielt E-Bass, Kontrabass, Bassello und bundlose Kontrabassgitarre.

## Leben und Wirken
Lillich studierte Kontrabass in Berlin, u. a. an der Hochschule der Künste bei Klaus Stoll, und Stuttgart. Mitte der 1980er Jahre gehörte er zum Quartett Out to Lunch um Gebhard Ullmann und Andreas Willers und war dann mit The Silent Jazz Ensemble, mit Sema & Taksim und verschiedenen Formationen um Christof Griese unterwegs. Zudem spielte er mit Kenny Wheeler, Al Di Meola, Benny Bailey, Walter Norris, Leszek Zadlo und Helmut Brandt, im Bereich der Klassischen Musik mit Gidon Kremer, Mikis Theodorakis, Heinz Holliger und Nathan Milstein.
Zudem beschäftigte er sich mit Musik aus dem Umfeld der Türkei, der neuen Klezmer-Szene sowie dem Fado und Flamenco. Er gehört zu Paul Brodys Sadawi. Mit Martin Auer, Diego Piñera und dem Gitarristen Nikos Tsiachris spielt er im Quartett Rasgueo.  Mit dem Pianisten Lionel Haas und dem Schlagzeuger Torsten Zwingenberger bildete er 2014 die Combo Berlin 21, die 2021 ihr drittes Album vorlegte. Zudem arbeitete er im Duo mit Kâmil Erdem und in der Combo von Martina Gebhardt.
Weiter war er als Dozent an der internationalen Sommerakademie für Jazz Berlin und an der Hochschule für Musik „Hanns Eisler“ Berlin tätig. Seit 2006 ist er der Bandleader in der Show Pomp, Duck & Circumstance; seit 2010 unterrichtet er auch an der Global Music School. Auch verfasste er die Musik zu dem Kurzfilm Zimmer 67. In der Jazz Discography von Tom Lord sind zwischen 1980 und 2004 22 Aufnahmen Lillichs verzeichnet.